# 罗斯希尔 (堪萨斯州)
罗斯希尔（Rose Hill）是美国堪萨斯州巴特勒县的一座城市。根据2000年美国人口普查，共有人口3432人，其中白人占96.91%。